# Kenny Ortega

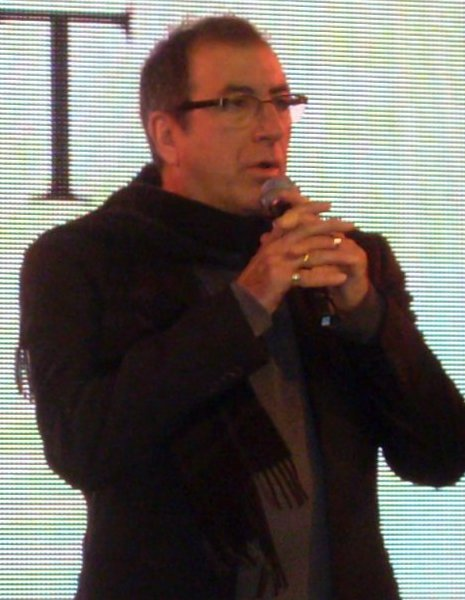
Kenny Ortega

Kenny Ortega (Palo Alto (Californië), 18 april 1950) is een Amerikaans filmproducent, filmregisseur en choreograaf. Hij werkte onder andere samen met Michael Jackson, KISS, Cher, Madonna, Miley Cyrus en danser-choreograaf Gene Kelly.
Ortega verzorgde de choreografie voor de film Dirty Dancing. Verder won hij prijzen voor zijn choreografie in clips van Madonna. Samen met Michael Jackson maakte hij de Dangerous World Tour in 1992-1993 en de HIStory World Tour in 1996-1997. In 2009 was hij samen met Jackson de producent van de geplande This Is It-concertreeks in de O2 Arena in Londen. Door het plotselinge overlijden van Jackson op 25 juni 2009 werden de 50 al uitverkochte optredens afgelast. Ortega maakte met de beelden van de repetities die oorspronkelijk voor de privévideotheek van Jackson bedoeld waren de gelijknamige film This Is It. De film werd hoofdzakelijk opgenomen met Sony HD Handycams en is ook op blu-ray uitgekomen, met extra filmbeelden van de opnamen voor de visualisaties van de show.
In 2019 kreeg Ortega een ster op de Hollywood Walk of Fame en in datzelfde jaar een Disney Legends Award. Dat najaar regisseerde en diende hij als uitvoerend producent van de Netflix Original-serie Julie and the Phantoms, die op 10 september 2020 op Netflix in première ging.

## Choreograaf en andere projecten
- Ortega tijdens de Disney Legends Awards Ceremony in 2019Julie and the Phantoms (2020)
- Descendants 3 (2019)
- Descendants 2 (2017)
- Descendants (2015)
- Footloose (2010)
- Michael Jackson's This Is It (2009)
- This Is It (2009-2010)

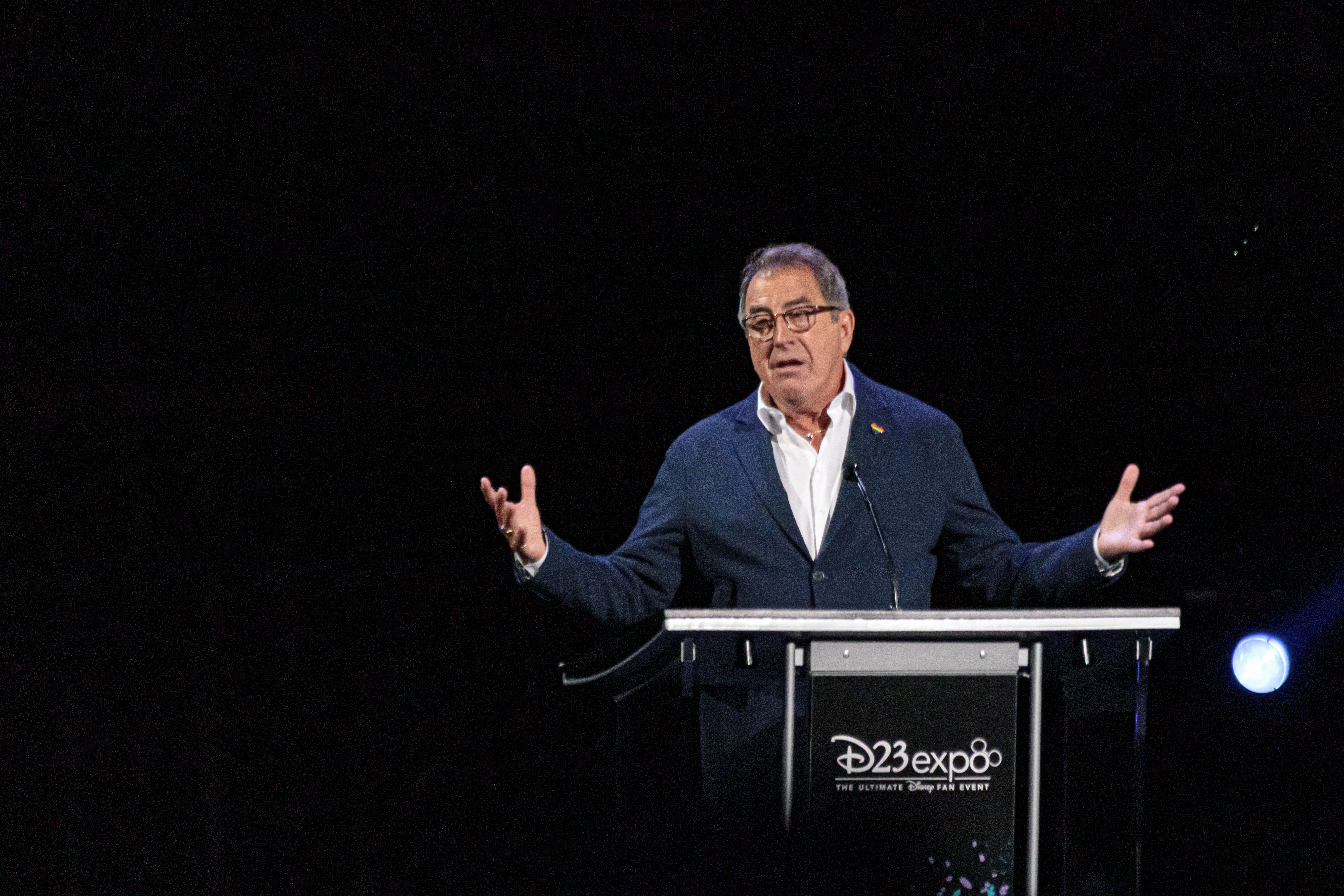
Ortega tijdens de Disney Legends Awards Ceremony in 2019

- High School Musical 3: Senior Year (2008)
- Hannah Montana & Miley Cyrus: Best of Both Worlds Concert (2008)
- High School Musical 2 (2007)
- High School Musical: The Concert- Extreme Access Pass-DVD (2007)
- The Cheetah Girls 2 (2006)
- The Boy From Oz (2006)
- High School Musical (2006)
- 72nd Academy Awards (2000)
- HIStory World Tour (1996-1997)
- Super Bowl XXX (1996)
- Newsies (1992)
- Dangerous World Tour (1992-1993)
- Salsa (1988)
- Dirty Dancing (1987)
- Ferris Bueller's Day Off (1986)
- Pretty in Pink (1986)
- St. Elmo's Fire (1985)
- Marilyn: An American Fable (1983)
- Xanadu (1980)

## Producties
- Julie and the Phantoms (2020)
- Descendants 3 (2019)
- Descendants 2 (2017)
- Descendants (2015)
- Hannah Montana & Miley Cyrus: Best of Both Worlds Concert (2008)
- The Cheetah Girls One World (voorheen "The Cheetah Girls 3: Indian Adventure!") (2008)
- High School Musical 3: Senior Year (2008)
- High School Musical 2 (2007)
- The Cheetah Girls 2 (2006)
- High School Musical (2006)
- Olympische Winterspelen 2002 (openingsceremonie)
- Hocus Pocus (1993)
- Newsies (1992)
- Xanadu (1980)